# Marco Pompeu Macrino Neo Teófanes
Marco Pompeu Macrino Neo Teófanes (em latim: Marcus Pompeius Macrinus Neos Theophanes) foi um senador romano nomeado cônsul sufecto para o nundínio de setembro a dezembro de 115 com Tito Víbio Varo. Escritores mais antigos, como Ronald Syme, dataram sua carreira cerca de quinze anos antes, mas pesquisas subsequentes confirmaram a data posterior. Sua carreira é conhecida principalmente através de inscrições.

## Origem
Nativo de Mitilene, Macrino era descendente de um dos mais famosos habitantes da ilha de Lesbos, Teófanes de Mitilene, o que explica o seu cognome: "Neo Theophanes" significa "novo Teófanes". Os primeiros descendentes dele caíram em desgraça com o imperador Tibério e, em 33, muitos foram forçados a cometer o suicídio ou exilados.

## Carreira
Uma inscrição, preservada no Museu de Mitilene, preservou detalhes de sua carreira política. Seu primeiro cargo na inscrição foi o de questor na Bitínia e Ponto, provavelmente entre 98 e 100. Depois, ele foi tribuno da plebe, pretor e superintendente da Via Latina. Nos três anos seguintes, Macrino serviu como legado da Legio VI Victrix, que na época estava estacionada em Novésio, na fronteira do Reno. Entre 110 e 113, serviu como legado imperial da Cilícia. Macrino ainda serviu como governador com poder proconsular da Sicília entre 113 e 114 antes de seu consulado em 115. 
Durante seu mandato ou logo a seguir, Macrino foi admitido entre os quindecênviros dos fatos sagrados, um colégio encarregado de cuidar dos Livros Sibilinos. Há evidências de apenas um cargo consular para Macrino, o de procônsul da África entre 130 e 131.

## Família
Embora o nome de sua esposa seja desconhecido, acredita-se que Macrino tenha tido pelo menos um descendente, Marco Pompeu Macrino, cônsul ordinário em 164. Pompeia Agripinila, esposa de Marco Gávio Esquila Galicano, cônsul ordinário em 150, pode ter sido sua filha também.